# Louis Clovis Vernet
Pour les articles homonymes, voir Vernet.
Louis Clovis Vernet, né le 25 décembre 1820 à Rochemaure (Ardèche) et mort le 1er juin 1896 à Largentière (Ardèche), est un homme politique français.

## Biographie
Il est avocat à Largentière en 1842. Il a été juge suppléant à Avignon en juillet 1852, il est ensuite substitut à Briançon, à Montélimar, juge suppléant au tribunal civil de Largentière le 28 juillet 1856, juge d'instruction en 1859, puis à Saint-Marcellin en 1861, juge titulaire à Largentière en 1872. Le 17 octobre 1874, il est nommé président du tribunal de Largentière où il est resté jusqu'en 1885. Il est élu député, monarchiste, de l'Ardèche en 1885, mais l'élection est invalidée et il est battu à l'élection partielle de 1886.
Il a été conseiller municipal de Largentière en 1852, adjoint au maire en 1853, membre du conseil d'arrondissement en 1858, maire de Largentière entre 1863 et 1870 et conseiller général du canton de Coucouron entre 1867 et 1875.

## Distinctions
- Chevalier de la Légion d'honneur (1870).

### Sources
- « Louis Clovis Vernet », dans Adolphe Robert et Gaston Cougny, Dictionnaire des parlementaires français, Edgar Bourloton, 1889-1891 [détail de l’édition]
- « Louis Clovis Vernet », dans le Dictionnaire des parlementaires français (1889-1940), sous la direction de Jean Jolly, PUF, 1960 [détail de l’édition]